# 2010年坎特伯雷地震
2010年坎特伯雷地震，發生於紐西蘭南島坎特伯雷區的黎克特制7.1地震，時間是當地時間2010年9月5日清晨4:35。此次地震造成廣泛的破壞，其中基督城的破壞尤其嚴重。一位基督城居民是由於心臟病發而死，另外有兩人受傷嚴重。是次地震震中位於基督城以西30（19英里）。
在2011年2月，基督城发生了6.3級地震，美国地质调查局的报告认为是此次地震的余震 。

## 圖片

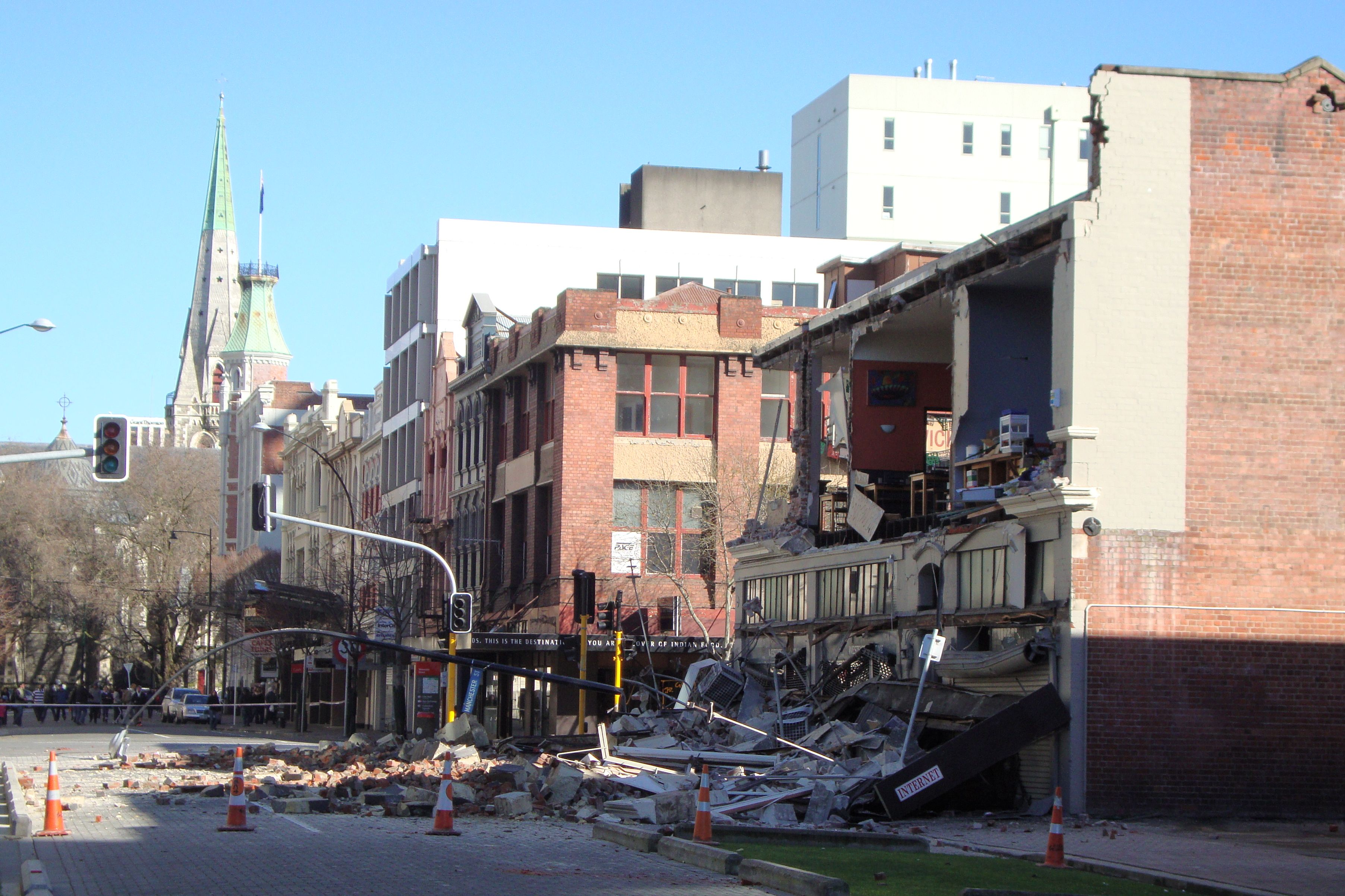
震後的基督城
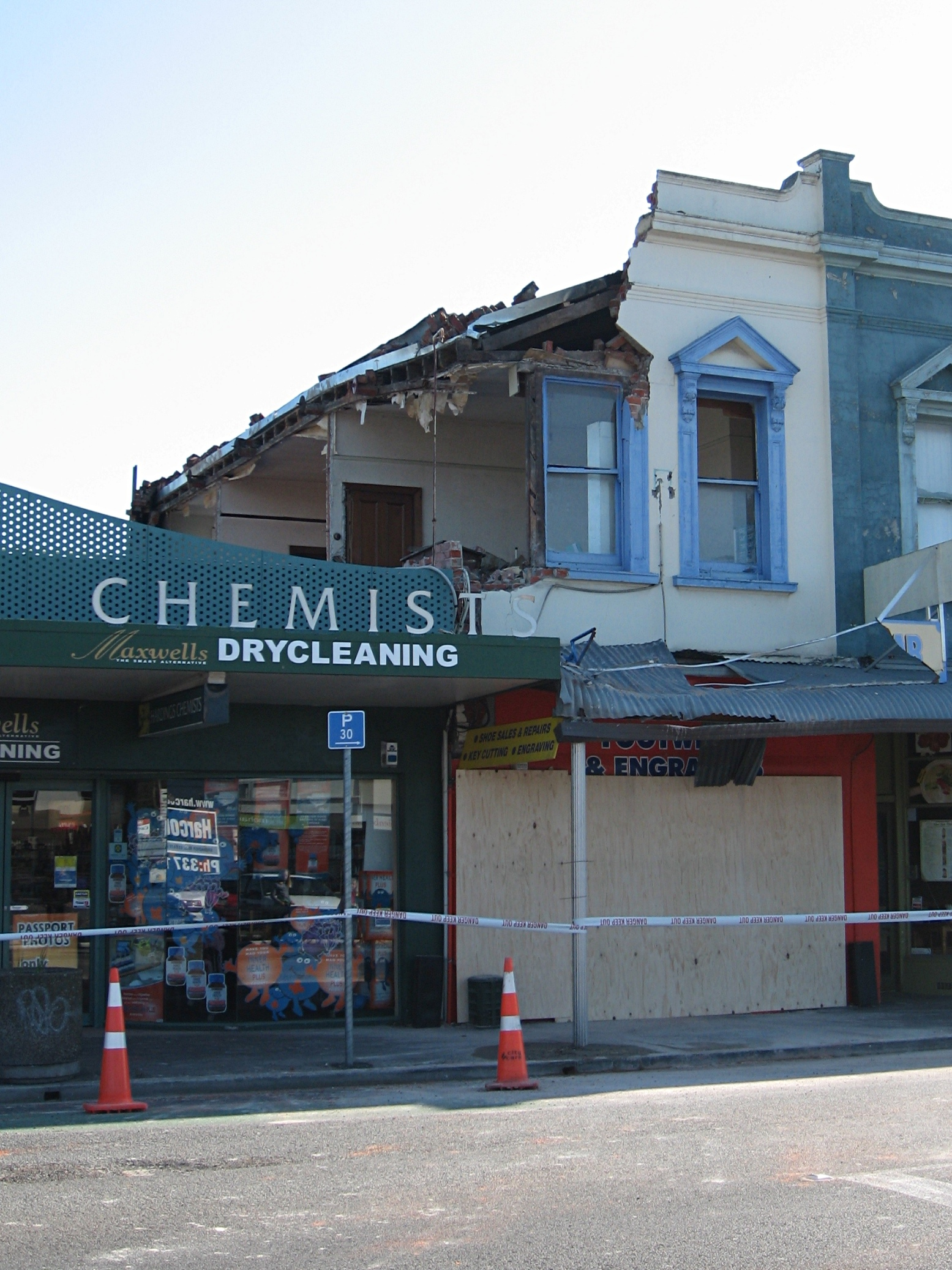
震後的基督城
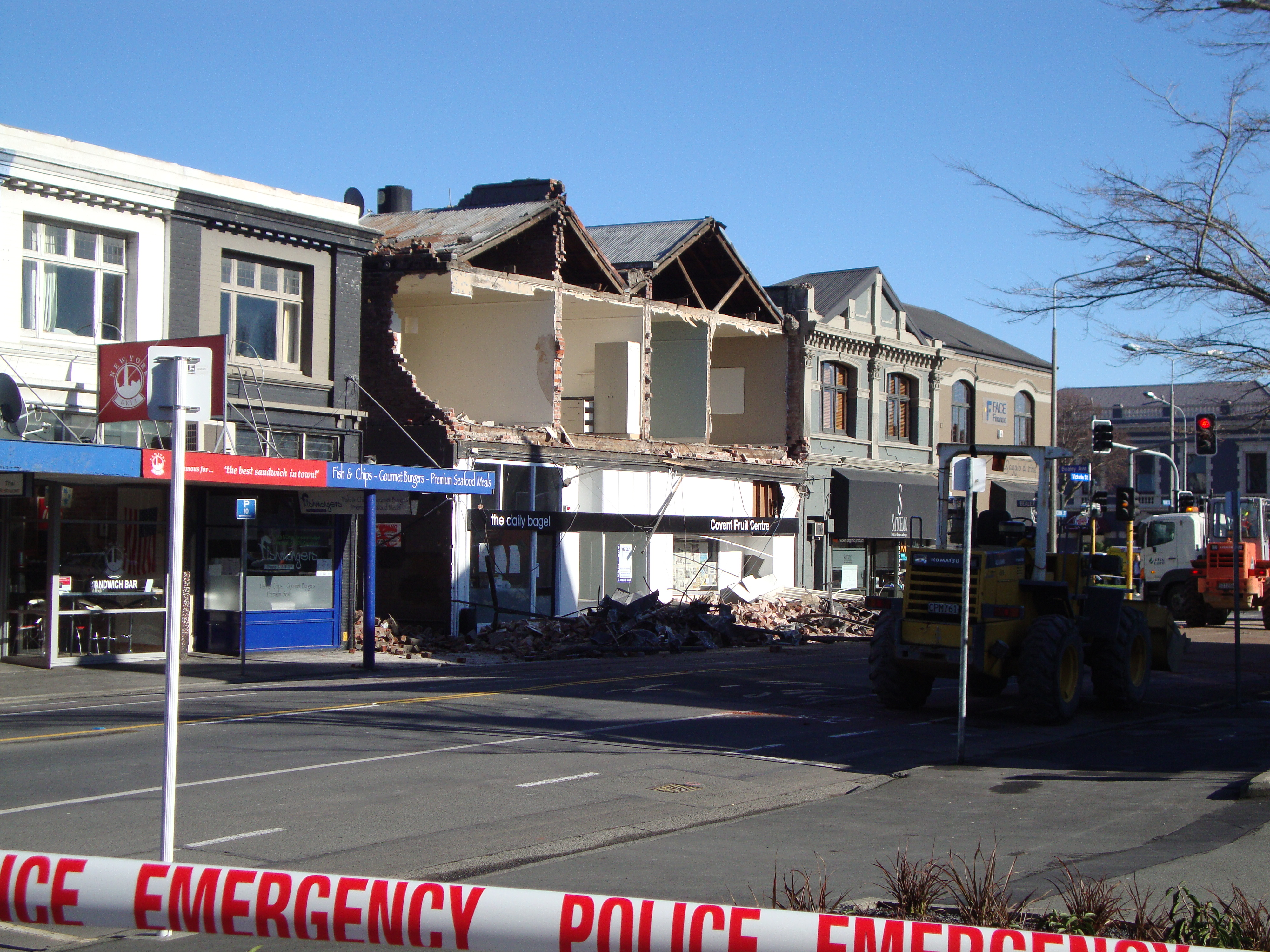
震後維多利亞街